# Henk Riem
Hendrikus Willem (Henk) Riem (Rotterdam, 13 april 1941) is een voormalig Nederlands politicus van de PvdA.

## Levensloop
Na het doorlopen van de kweekschool in zijn geboorteplaats werd hij onderwijzer en vervolgens hoofdonderwijzer. In die laatste functie ging hij daarna in Maastricht werken en in 1974 werd hij gekozen tot lid van de Provinciale Staten van Limburg waar hij kort daarop de fractievoorzitter werd. In 1978 werd Riem gedeputeerde en in november 1991 volgde zijn benoeming tot burgemeester van Brunssum. Nadat in april 1993 een strafrechtelijk onderzoek tegen hem was ingesteld voor het aannemen van steekpenningen ging hij met verlof. Dat onderzoek betrof zijn functioneren als gedeputeerde en ook als burgemeester van Brunssum. Begin 1994 werd hij samen met alle wethouders en de gemeentesecretaris door de politie opgepakt en na enkele dagen vrijgelaten. In augustus 1994 volgde oneervol ontslag als burgemeester. Daarna was hij actief als directeur van Leiderstaete Consultancy B.V.. Riem zou in 1996 in hoger beroep door het Gerechtshof 's-Hertogenbosch uiteindelijk alleen veroordeeld worden tot een boete van 2500 gulden wegens valsheid in geschrifte.